# È una vita che ti aspetto
È una vita che ti aspetto è il secondo romanzo pubblicato da Fabio Volo, nel 2003.

## Trama
Il protagonista si chiama Francesco, parla in prima persona della propria vita, che fino ad un certo punto si è mossa in maniera praticamente autonoma dalla sua stessa volontà. Arriva però un momento in cui, in qualche modo, Francesco cercherà di riappropriarsene, e questo percorso richiederà forti dosi di un certo anticonformismo. La ricerca della propria strada passerà dalla volontà di raggiungere una forma di serenità con se stesso, con i suoi genitori e con chiunque gli stia accanto.

L'abbandono del vizio del fumo coinciderà col tentativo di abbandonare ogni tipo di dipendenza, fisica e non, e la ricerca di una donna da amare, ma veramente, dopo tante storie vissute con troppa leggerezza, completerà il percorso di Francesco verso una vita più armoniosa, in contemporanea all'incontro con Ilaria, conosciuta in un negozio di fiori.

## Edizioni
- È una vita che ti aspetto, Milano, Mondadori, 2006, ISBN 9788804653745, OCLC 1268478156.